# Gammelstadsviken, Norrbotten
Gammelstadsviken är en sjö i Luleå kommun i Norrbotten och ingår i Altersundet-Luleälvens kustområde. Sjön är en grund lerslättssjö, har en area på 2,19 kvadratkilometer och ligger 2 meter över havet. Sjön har en låg vattenomsättning på grund av litet avrinningsområde och låg nederbörd i kustområdet, och dess vattendjup överstiger inte 4 m. Detta innebär att den sakta håller på att växa igen, idag inte genom landhöjningen, utan beroende på uppgrundning genom gyttjepålagring och vattenvegetation. Gammelstadsviken ligger 5 km nordväst om Luleå i Gammelstadsviken Natura 2000-område. Sjön var tidigare havsvik men avvattnas nu av vattendraget Sellingsundet. Gammelstadsviken har en rik fågelfauna, av både flyttande, rastande och häckande fåglar: c:a 200 fågelarter har observerats vid sjön.

## Historik
Gammelstadsviken var för länge sedan en del av samma havsfjärd som Mjölkuddtjärnen och de hänger ekologiskt samman, genom att de för flera hundra år sedan var del av samma vattenyta. Idag ligger havsytans nivå några meter lägre än idag på grund av landhöjningen. Förr var detta en av inseglingsvägarna mot Gammelstad, då sjövägar nådde både norr och söder om Porsön, och vidare genom Gammelstadsviken. Själva hamnen har flyttats beroende på havsytans nivå, men låg länge nedanför nuvarande Hägnan. I mitten av 1600-talet flyttades staden och dess hamn till nuvarande Luleå. Gammelstadsviken var också färdväg för de bönder som vid helgerna skulle ta sig till kyrkan och kyrkstaden.
Stränderna kring viken var användes förr till odling, betesmarker och slåttermarker. Mycket av detta är idag igenvuxet med skog, men bär ännu spår av odling, bland annat diken. Från Porsön till Köpmanholmen, över Sellingsundet, går en anlagd kärrväg, den så kallade Brännvinsstigen. Sellingsundet fick namn efter lantmätare och ingenjör Theodor Selling, som hade sin gård på Köpmanholmen. Selling lät i mitten av 1800-talet anlägga körvägen med hjälp av arbetskraft med alkoholproblem. Ryktet säger att de inte bara fick mat och husrum på Köpmanholmen utan också betalt i dryck, därav stigens namn. Vid bron över Sellingsundet finns rester efter en dammbyggnad från början av 1800-talet. Då fanns även tankar att sänka Gammelstadsviken genom en kanal mot Notviken i älven för att utvinna mer odlingsmark. Men fallhöjden var för liten för att projektet skulle få någon effekt. Gammelstadsviken besparades alltså den utveckling som skedde vid Persöfjärden, som en bit in på 1900-talet sänktes med nära 2 meter. Hade detta skett i Gammelstadsviken, hade den i stort varit igenvuxen av vattenvegetation idag.

## Gammelstadsvikens geografi
Gammelstadsviken har behållit sitt namn vik, trots att den idag är en insjö. Sjön har sin avrinning via Sellingsundet till Björsbyfjärden, Sörfjärden och Mulöfjärden vid Bensbyn. Den skiljs idag från havets vattenstånd genom dammar som byggts vid Bensbyn och Lulsundet. syftet med dessa dammar, är att hålla upp vattenståndet i Björsbyfjärden, Sörfjärden och Björkskatafjärden. Dessa dammar påverkar dock inte Gammelstadsvikens vattenstånd nämnvärt.

## Omgivning och tillgänglighet
Gammelstadsviken ligger nära flera bostadsområden, men skogspartier skiljer sjön från dessa. Viken begränsas på södra och västra sidan av vägar och järnväg. Här finns inga möjliga besöksvägar in i reservatet. De främsta entréerna är idag från Porsön, från gamla Haparandavägen och från Hägnans friluftsmuseum. En vandringsled knyter ihop dessa tre entréer. Ett problem för besökare är att avståndet till fåglarna ofta är långt och utblickarna mot vattnet för få. Det är egentligen bara från fågeltornet man kan se ut över vattenytan, och där handlar det om långa distanser såsom hundratals meter upp till någon kilometer från fågelflockarna. Från E4:an och riksväg 97 finns ingen åtkomst över huvud taget till viken.
I en överenskommelse mellan Luleå kommun, Naturskyddsföreningen i Luleå, Länsstyrelsen i Norrbottens län och Norrbottens ornitologiska förening har projektet Guldkant kring Gammelstadsviken startats. Tillsammans ska de ta fram åtgärder för att bevara och utveckla området. Projektet kommer att pågå i fem år, till och med 2016, och har fått ekonomiskt stöd med LONA-bidrag (lokala naturvårdssatsningen). Under sommaren 2014 utfördes mycket arbete i närområdet, stigar röjdes upp och spångar renoverades. När Facebookhallarna i närheten av Gammelstadsviken, öronmärktes dessutom fem miljoner SEK att använda till att kompensera fågellivet och fågelskådarna.

## Ekologi
Gammelstadsviken är en fågelsjö av rang, en lerslättsjö som på många sätt i vegetation och djurliv påminner om de kända fågelsjöarna söderut, så som exempelvis Tåkern och Kvismaresjöarna.

### Fåglar
Vid sjön finns fågelarter som bland annat grågås, årta, vigg, knipa, storskrake, bläsand, gräsand, drillsnäppa, brun kärrhök, sothöna, skäggdopping, gråhakedopping, sångsvan, slaguggla, videsparv, skrattmås och dvärgmås. Både fiskgjuse och havsörn fiskar i sjön. I omgivande skogar lever järpe, orre och sparvuggla. Flera av fågelarterna är rödlistade (hotade i olika grad). Dit hör svarthakedopping, storspov, skogsduva, brunand, snatterand, salskrake, stjärtand och skedand.

### Däggdjur
I omgivande skogar och sjöns våtmarker finns en stor älgstam. Ofta ses älg beta kring viken. Både bäver och bisam förekommer i sjön.

### Groddjur
Viken är yngelplats för åkergroda, vanlig groda och padda.

## Delavrinningsområde
Gammelstadsviken ingår i det delavrinningsområde (729733-178775) som SMHI kallar för Utloppet av Gammelstadsviken. Medelhöjden är 12 meter över havet och ytan är 19,4 kvadratkilometer. Det finns inga avrinningsområden uppströms utan avrinningsområdet är högsta punkten. Sellingsundet som avvattnar avrinningsområdet har biflödesordning 2, vilket innebär att vattnet flödar genom totalt 2 vattendrag innan det når havet efter 11 kilometer. Avrinningsområdet består mestadels av skog (67 procent). Avrinningsområdet har 2,14 kvadratkilometer vattenytor vilket ger det en sjöprocent på 11 procent. Bebyggelsen i området täcker en yta av 1,44 kvadratkilometer eller 7 procent av avrinningsområdet.